# The Funeral Album
The Funeral Album es el último disco de la banda Sentenced. Este disco intenta ser un disco de despedida "suicida".

## Lista de canciones
1. "May Today Become The Day" - 4:00
2. "Ever-Frost" - 4:18
3. "We Are But Falling Leaves" - 4:28
4. "Her Last 5 Minutes" - 5:40
5. "Where Waters Fall Frozen" - 0:58
6. "Despair-Ridden Hearts" - 3:40
7. "Vengeance Is Mine" - 4:15
8. "A Long Way To Nowhere" - 3:26
9. "Consider Us Dead" - 4:51
10. "Lower The Flags" - 3:34
11. "Drain Me" - 4:33
12. "Karu" - 1:03
13. "End Of The Road" - 5:00

- Datos: Q2450414